# Nirj Deva

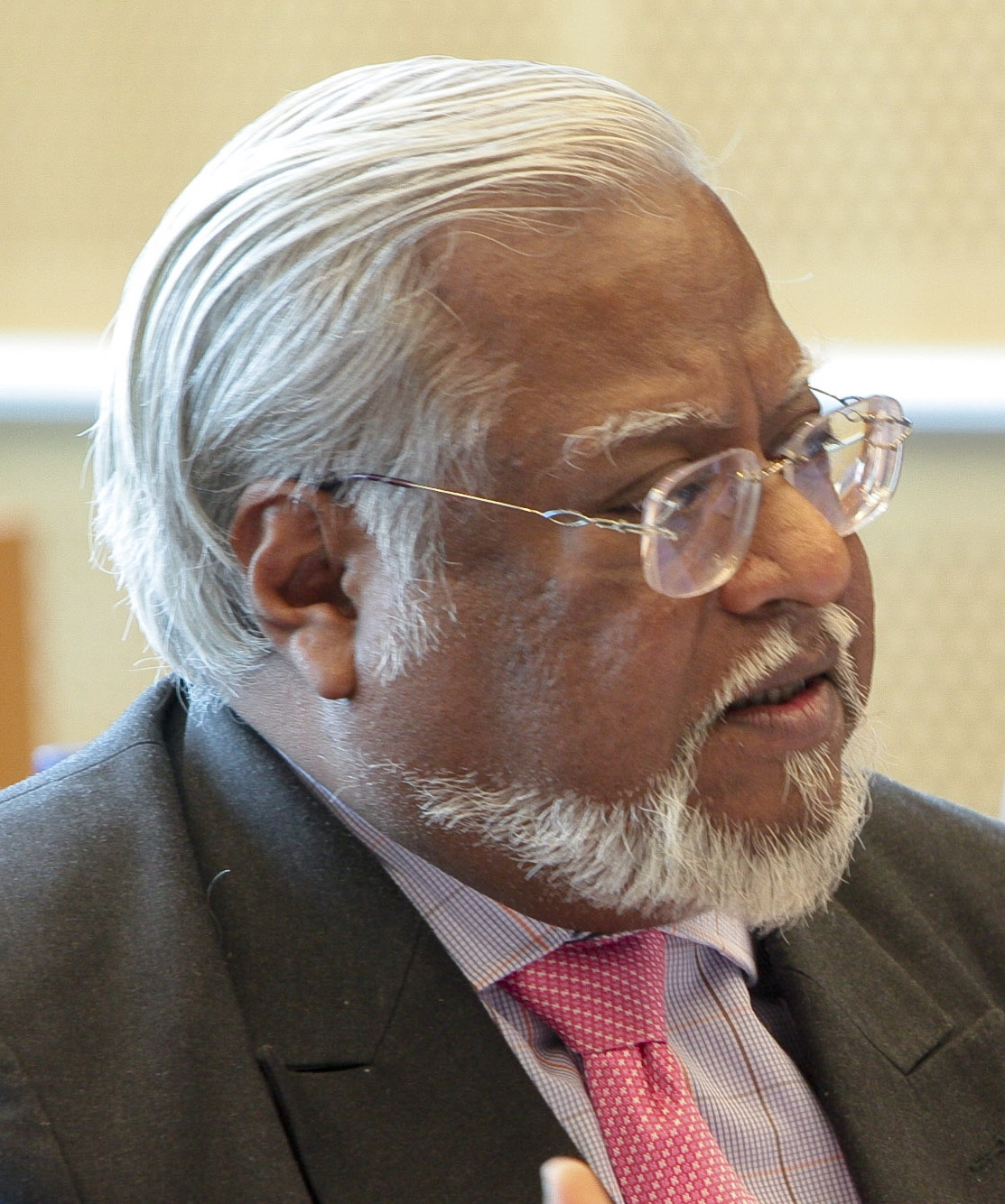
Nirj Deva 2010

Nirj Deva (n. 11 mai 1948, Colombo, Sri Lanka) este un om politic britanic, membru al Parlamentului European în perioadele 1999-2004 și 2004-2009 din partea Regatului Unit.
1. ↑  Deputații în Parlamentul European
2. ↑  Hansard 1803–2005